# 凯赛尔·阿不都克热木
凯赛尔・阿不都克热木（1970年9月—），新疆巴楚人，维吾尔族，中华人民共和国医学家、政治人物。

## 生平
1993年9月参加工作，1990年6月加入中国共产党，新疆医科大学药学专业毕业，医学博士（世界中医药联合会维吾尔医药专业委员会会长、新疆医学会副会长）。1993年9月到2001年5月，任新疆医科大学药学院教师，兼院团总支部书记、学生党支部书记、班主任。2001年5月到2003年10月，任新疆医科大学外事处处长助理。2003年10月到2007年1月，任新疆医科大学外事处副处长（其间，2006年4月到2007年1月兼新疆医科大学语言文化学院副院长）。2007年1月到2009年5月，任新疆医科大学语言文化学院党总支副书记、院长（其间，2009年1月到2009年5月新疆维吾尔自治区卫生厅医药采购中心借调，临时主持工作）。2009年5月到2010年10月，任新疆维吾尔自治区卫生厅信息中心主任。2010年10月到2012年5月，任新疆维吾尔自治区维吾尔医药研究所所长、新疆维吾尔自治区维吾尔医医院副院长（其间，2010年9月到2010年12月中共新疆维吾尔自治区党校秋季中青班学习）。2012年5月到2016年1月，任新疆维吾尔医学高等专科学校校长（2012年6月到2016年1月兼任新疆维吾尔医学专科学校党委副书记）。2016年1月，成为昌吉回族自治州副州长人选。2016年3月，任昌吉回族自治州副州长。2016年7月，任中共昌吉回族自治州委常委、副州长、州教育工委书记。2017年3月起，任新疆医科大学党委副书记。2017年3月30日，新疆维吾尔自治区人民政府决定，任命凯赛尔·阿不都克热木为新疆医科大学校长（试用期一年），免去哈木拉提·吾甫尔新疆医科大学校长职务。2018年2月24日，当选为第十三届全国人大代表。
2022年7月，任新疆维吾尔自治区科学技术厅厅长。2023年1月，升任新疆维吾尔自治区人民政府副主席。